# Игор Јоксимовић
Игор Јоксимовић Јокса (16. август 1980. године у Требињу) је српски фудбалер.

## Клупска каријера
Играо је у омладинском тиму београдског Партизана. У матични град се враћа 2002.године и потписује за 
ФК Леотар гдје је у првој сезони био шампион. Постигао је један од најважнијих голова те сезоне за титулу против Широког Бријега у последњем минуту утакмице. Добар учинак у неколико сезона у Леотару га препоручује у украјинском фудбалу 2005. Имао је добро искуство у азијском фудбалу гдје је играо добро за ПСИС Семаранг у Дивизији највишег нивоа у Индонезији 2007. године.
У јануару 2009. потписао је за КС Схкумбини Пекин. Међутим, тада је напустио клуб 20. маја 2009. заједно са Цветом Делиовским, Ахмедом Мујдрагићем, предсједником клуба и менаџером клуба.